# Redy Luck
Redy Luck (レディラック)は、鹿児島を中心に活動するチアダンスチームである。プロバスケットボールチームレノヴァ鹿児島（現・鹿児島レブナイズ）の専属チアとして発足した。

## 概要
名称の由来は、レノヴァ(RENOVA)、レブナイズ(REBNISE)の'RE'と、勝利の女神・幸運の女神を意味するLady Luckを掛け合わせ、'Redy Luck'としている。REBNISEの勝利の女神になれるように、という意味が込められている。
2012年、当時の日本バスケットボールリーグ2部機構(JBL2)所属の レノヴァ鹿児島の専属チアダンスチームとして発足。
2016年、B2リーグ加入に伴いレノヴァ鹿児島は鹿児島レブナイズとチーム名を改称。Redy Luckは継続して専属チアダンスチームを務める。
2018年3月28日、B2リーグの熊本ヴォルターズ対バンビシャス奈良の試合において、Bリーグで唯一専属チアリーディングチームの無かった熊本ヴォルターズのホームゲームを盛り上げるため、Redy Luckがゲストとして参加した。
2019年2月10日、公式フェイスブック及びツイッターにおいて鹿児島レブナイズの専属チアチームとしての活動停止を発表し当日の鹿児島アリーナでの試合を最後にレブナイズの応援活動を終了。運営会社との間でチーム運営に関して意見の相違があり意思統一できなかったためとしている。
以降、様々なイベントやスポーツシーンにおいてチアダンスパフォーマンスの活動中。